# Давидково (Клинський район)
Давидково — село у складі міського поселення Клин Клинського району Московської області Російської Федерації.

## Розташування
Село Давидково входить до складу міського поселення Клин, на південний схід від міста Клин, воно розташоване на Ленінградському шосе, на березі річки Сестра. Найближчі населені пункти Нагорне, Рубчиха, Голенищево, Синьково. Найближча залізнична станція Дмитров.

## Населення
Станом на 2010 рік у селі проживало 218 осіб.

## Пам'ятки архітектури
У селі знаходиться пам'ятка історії місцевого значення — братська могила радянських воїнів, які загинули у 1941 р.